# بالگردگاه ساکسون
بالگردگاه ساکسون (به انگلیسی: Saxon's Heliport) یک فرودگاه خصوصی است. این فرودگاه در کشور ایالات متحده آمریکا قرار دارد و در ارتفاع ۱۲۱ متری از سطح دریا واقع شده است.